# Separase
Separase, còn được gọi là separin, là một protease cystein chịu trách nhiệm cho việc khởi động kỳ sau bằng cách thủy phân cohesin, loại protein chịu trách nhiệm việc đính nhiễm sắc tử trong giai đoạn đầu của kỳ sau. Ở người, separase được mã hóa bởi gen ESPL1.

## Khám phá
Ở loàiS. cerevisiae, separase được mã hóa bởi gien esp1. Esp1 được khám phá ra bởi Kim Nasmyth và đồng nghiệp vào năm 1998.

## Chức năng

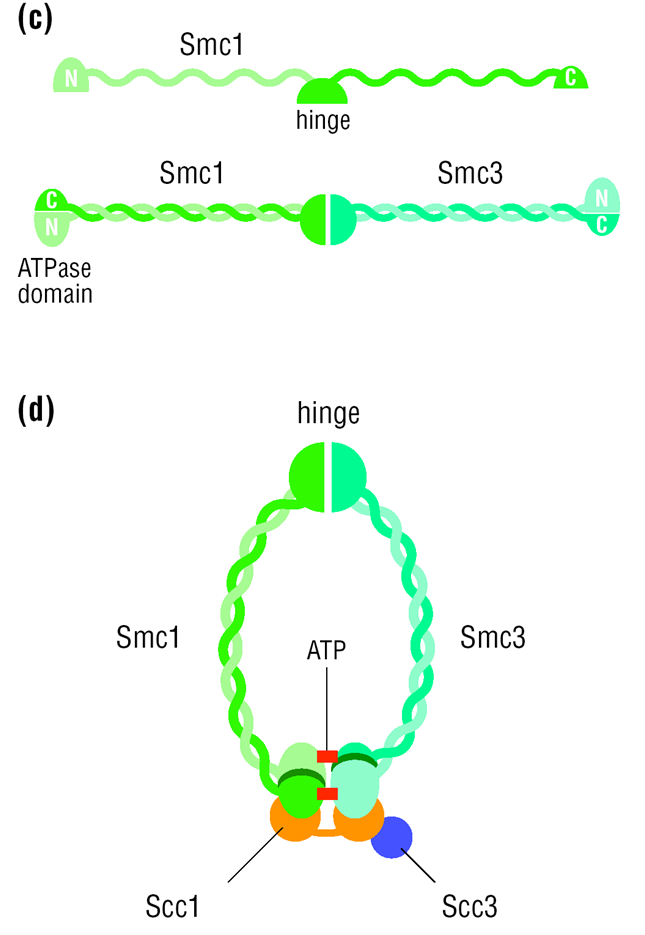
The yeast cohesin complex consists of specialized proteins, including Scc1.

Liên kết bền vững giữa các nhiễm sắc tử chị em trước kỳ sau và sự phân tách đúng lúc của nó trong kỳ sau là tối quan trọng với quá trình phân chia tế bào và thừa kế nhiễm sắc thể. Trong các loài động vật có xương sống, liên kết nhiễm sắc thể chị em được giải phóng theo hai bước thông qua những cơ chế riêng biệt. Bước một bao gồm sự photphoryl hóa của STAG1 hoặc STAG2 trong phức hợp cohesin. Bước hai bao gồm quá trình cohesin subunit SCC1 (RAD21) bị phân cắt bởi separase, thứ là khởi đầu của sự phân tách sau cùng của nhiễm sắc tử chị em.
Ở loài S. cerevisiae, Esp1 được mã hóa bởi ESP1 và được điều tiết bởi securin Pds1. Hai nhiễm sắc tử chị em ban đầu được đính vào với nhau bởi phức hợp cohesin cho tới khi bắt đầu kỳ sau, vào lúc đó thoi phân bào kéo hai nhiễm sắc tử chị em ra khỏi nhau, để lại cho hai tế bào chị em một số lượng nhiễm sắc tử chị em bằng nhau. Các protein đính hai nhiễm sắc tử chị em, không cho phép bất cứ sự phân tách nhiễm sắc tử chị em sớm nào được xảy ra, là một phần của nhóm protein cohesin. Một trong những protein cohesin tối cần thiết cho việc liên kết nhiễm sắc tử chị em là Scc1. Esp1 là một protein separase chia tách cohesin subunit Scc1 (RAD21), cho phép các nhiễm sắc tử chị em được phân tách tại kỳ sau trong nguyên phân.